# 일본국유철도 청산사업단
일본국유철도 청산사업단(일본어: 日本国有鉄道清算事業団)은 1987년 4월 1일에 JR 그룹 각 회사로 분할·민영화된 일본국유철도의 고정 자산을 매각하여 얻은 이익에으로 ‘장기 채무 상환이나 잉여 인력의 재취업 촉진 등을 행함을 목적으로 설립된 특수법인이다. 약칭은 국철청산사업단’(또는 ‘청산사업단’, ‘국철사업단’이며, 영문 명칭은 JNR Settlement Corporation이다.
청산사업단으로서의 안정된 수입원이 없는 채로 국철 채무의 일부를 승계한 것 외에 일본국유철도개혁법에 의해 다음과 같은 책무를 지게 되었다.
- 일본철도건설공단의 채무(국철에 유·무상으로 대여한 노선, 신칸센, 세이칸 터널, JR 각 회사가 영업을 하지 않게 된 신선의 건설비에 관한 부분)·자산 중 일부(폐지 노선이나 개통할 전망이 보이지 않는 신선 등에 관한 부분).
- 혼슈 시코쿠 연락교 공단의 채무 중 일부(오나루토 교 및 이른바 세토대교의 철도 관련 부분을 위한 차입금).
- JR 각 회사에 승계되지 않는 차량의 처분. 대부분 동력 집중 방식인 기관차·객차·화차였으며, 이 중 극히 일부는 후에 JR과 지방 사철에 매각되었다.
- 경영 환경이 좋지 않아 당초부터 적자 운영이 예상된 홋카이도·시코쿠·규슈의 각 철도회사에 대한 경영 안정 기금

## 같이 보기
- JR